# Bahnstrecke Reuth–Erbendorf
| Bahnhof Erbendorf Nord (1993) |                         |                     |                     |
| Streckennummer: | 5042                    |                     |                     |
| Kursbuchstrecke: | ehem. 425b (1946), 425f |                     |                     |
| Streckenlänge: | 6,5 km                  |                     |                     |
| Spurweite: | 1435 mm (Normalspur)    |                     |                     |
| |                         |                     |                     |
| \| \| \| von Oberkotzau \| \| \| \| \| von Friedenfels \| \| \| \| 0,0 \| Reuth (b Erbendorf) \| Reuth (b Erbendorf) \| \| \| \| nach Weiden \| \| \| \| 1,9 \| Krummennaab \| Krummennaab \| \| \| \| Fichtelnaab \| \| \| \| 4,0 \| Plärn (bis 1927) \| Plärn (bis 1927) \| \| \| \| Bundesstraße 299 \| \| \| \| 5,5 \| Erbendorf Süd \| Erbendorf Süd \| \| \| \| Anst Seltmann \| \| \| \| 6,5 \| Erbendorf Nord \| Erbendorf Nord \| |                         |                     |                     |
| Strecke |                         | von Oberkotzau      | von Oberkotzau      |
| Abzweig geradeaus und ehemals von rechts |                         | von Friedenfels     | von Friedenfels     |
| Bahnhof | 0,0                     | Reuth (b Erbendorf) | Reuth (b Erbendorf) |
| Abzweig ehemals geradeaus und nach links |                         | nach Weiden         | nach Weiden         |
| Haltepunkt / Haltestelle (Strecke außer Betrieb) | 1,9                     | Krummennaab         | Krummennaab         |
| Brücke über Wasserlauf (Strecke außer Betrieb) |                         | Fichtelnaab         | Fichtelnaab         |
| Haltepunkt / Haltestelle (Strecke außer Betrieb) | 4,0                     | Plärn (bis 1927)    | Plärn (bis 1927)    |
| Strecke mit Straßenbrücke (Strecke außer Betrieb) |                         | Bundesstraße 299    | Bundesstraße 299    |
| Haltepunkt / Haltestelle (Strecke außer Betrieb) | 5,5                     | Erbendorf Süd       | Erbendorf Süd       |
| Abzweig geradeaus und nach rechts (Strecke außer Betrieb) |                         | Anst Seltmann       | Anst Seltmann       |
| Kopfbahnhof Streckenende (Strecke außer Betrieb) | 6,5                     | Erbendorf Nord      | Erbendorf Nord      |

Die Bahnstrecke Reuth–Erbendorf, genannt Erbendorfer Bockl, war eine Nebenbahn in Bayern. Sie war eine Stichbahn im Landkreis Tirschenreuth in der nördlichen Oberpfalz.

## Geschichte
Die im Tal der Fichtelnaab liegende Kleinstadt Erbendorf, die um 1910 etwa 1300 Einwohner zählte, lag wenige Kilometer westlich der 1864 von der AG der Bayerischen Ostbahnen eröffneten Nord-Süd-Strecke Eger–Weiden. Erst am 1. Oktober 1909 stellte die Bayerische Staatsbahn zu der an der Hauptstrecke liegenden Station Reuth eine 7 Kilometer lange Eisenbahnverbindung her. In Erbendorf entstanden zwei Haltestellen in nur 1,1 km Abstand: die Haltestelle Erbendorf Süd und der Endbahnhof Erbendorf Nord. Beide hatten einen regen Güterverkehr, wobei jedoch die Frequenz des Bahnhofs Erbendorf-Nord stets die von Erbendorf-Süd übertraf.
Vorausgegangen war ein langwieriger Streit um den Standort des Bahnhofs zwischen einer Nord- und einer Südpartei, über den sogar im Jahr 1907 die Pariser Zeitung Le Temps unter dem Titel „Erbendorf in Bayern – ein Modell und Beispiel deutscher Einigkeit!“ berichtet hatte. So erhielten beide Parteien ihren Bahnhof.
Die Ansiedlung des Porzellanherstellers Seltmann Weiden mit Fabriken in Erbendorf und Krummennaab ging nur auf diese Eisenbahn zurück. Kurz vor dem Nord-Bahnhof zweigte ein Anschlussgleis zu Seltmann Erbendorf von der Bahnstrecke ab.
Für die Personenbeförderung verkehrten anfangs täglich vier Zugpaare, 1927 waren es nur drei, 1939 wieder fünf und 1950 sogar sieben. Aber bereits 1954 fuhren nur noch werktags Züge. Am 10. Oktober 1959 verkehrte zum 50-jährigen Bahnjubiläum ein festlich geschmückter Sonderzug mit je einer Lokomotive der Baureihe 70 am Anfang und Ende des Zuges.
Die Personenzuggarnituren bestanden in den letzten Betriebsjahren in der Regel aus einer Kleinlok und einem zweiachsigen Personenwagen. Im Bedarfsfall verkehrten alle Züge als PmG. Am 28. Mai 1972 endete der Personenverkehr. Alle Schulkinder erhielten durch die Stadt Erbendorf Freifahrkarten, und eine „Trauerversammlung“ in Gehrock und Zylinder begleitete den Zug, gezogen von einer Lokomotive der Baureihe 64, auf seiner letzten Fahrt.
Güterverkehr wurde noch bis zum Jahresende 1997 durchgeführt. Zum 24. Mai 1998 wurde die Strecke stillgelegt.

## Denkmale
In Erbendorf folgt der heutige Kurweg der ehemaligen Bahntrasse. Ein Gleisstück sowie das ehemalige Einfahrsignal des Bahnhofes Reuth erinnern an die Strecke.
2008 wurde die ehemalige Werklok der Firma Seltmann (Deutz) neu lackiert und im Erbendorfer Werksgelände als Denkmal aufgestellt.

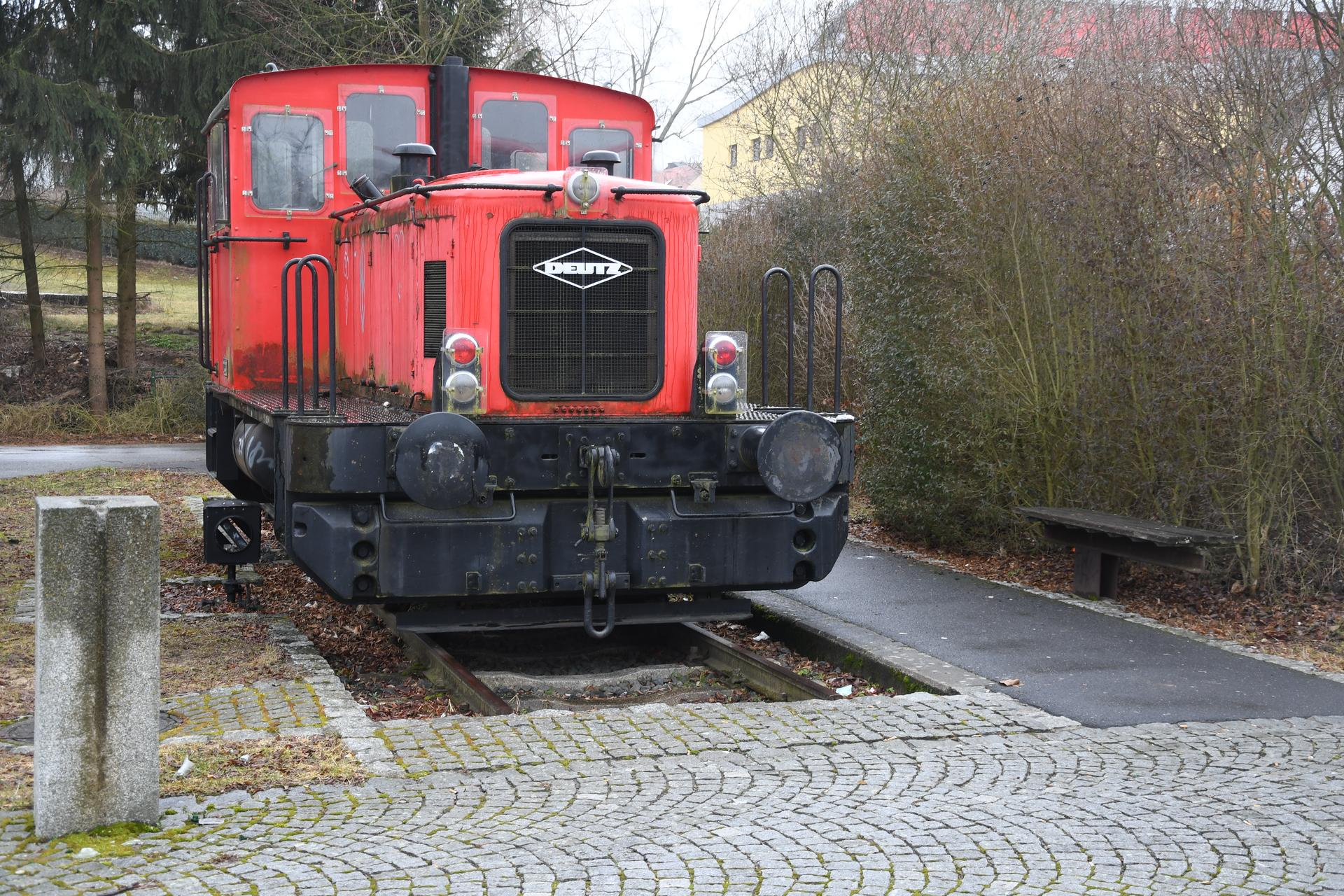
Denkmallokomotive am Bahnhof Erbendorf Nord

Am 12. September 2010 wurde zudem in Höhe des früheren Lokschuppen am Nordbahnhof die ehemalige Bundeswehrlok Deutz 57526 als Denkmal aufgestellt. Sie war von der Stadt Erbendorf erworben und in Anlehnung an die zuletzt verkehrende Köf III verkehrsrot lackiert worden. Im September 2018 wurde die Lok an einen nahegelegenen Standort ebenfalls am ehemaligen Bahnhofsgelände umgesetzt, um Platz für einen Gebäudeneubau zu schaffen.